# Parcel dos Abrolhos
Parcel dos Abrolhos är ett korallrev cirka 65 kilometer utanför delstaten Bahias kust i Brasilien. 